# Gunung Kerambil
Gunung Kerambil is een bestuurslaag in het regentschap Aceh Selatan van de provincie Atjeh, Indonesië. Gunung Kerambil telt 1252 inwoners (volkstelling 2010).